# بند برق جبل السراج
جبل السراج نخستین بند آبی است که در سال‌های ۱۲۹۰-۱۲۹۳ توسط کشور انگلیس نقشه‌برداری گردیده در سال ۱۳۰۰ به بهره‌برداری سپرده شد. این بند دارای دو توربین به ظرفیت ۱٬۵۰۰ کیلووات می‌باشد. از برق این بند فابریکهٔ سمنت جبل السراج و نساجی گلبهار استفاده به‌عمل می‌آورند.